# كازوشكي كوريواتا
كازوشكي كوريواتا (باليابانية: 桐畑 和繁) (مواليد 30 يونيو 1987)، هو لاعب كرة قدم ياباني سابق كان يلعب كحارس مرمى.

## وصلات خارجية
- كازوشكي كوريواتا على موقع الاتحاد الدولي (مؤرشف)  (الإنجليزية)
- كازوشكي كوريواتا على موقع رابطة كرة القدم اليابانية للمحترفين (اليابانية)
- كازوشكي كوريواتا على موقع إي إس بي إن إف سي (الإنجليزية)
- كازوشكي كوريواتا على موقع قاعدة بيانات كرة القدم.إي يو (الإنجليزية)
- كازوشكي كوريواتا على موقع Soccerbase.com (لاعب) (الإنجليزية)
- كازوشكي كوريواتا على موقع Soccerway.com (الإنجليزية)
- كازوشكي كوريواتا على موقع عالم كرة القدم.نت (الإنجليزية)
- كازوشكي كوريواتا على موقع كووورة